# Mont Collon (masyw)

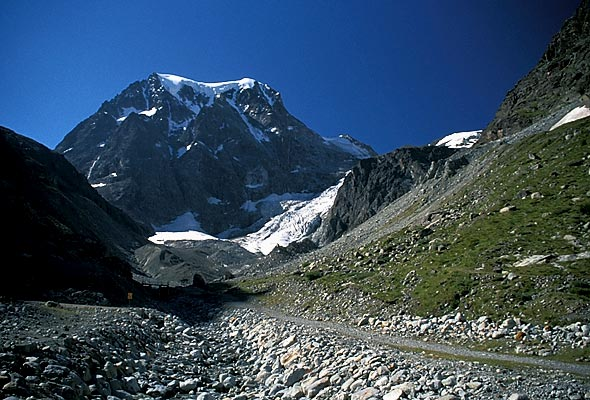
Mont Collon. Widok z doliny Val d’Arolla

Mont Collon – długi masyw w grzbiecie głównym Alp Pennińskich. Leży na granicy między Włochami (region Dolina Aosty), a Szwajcarią (kanton Valais). Na północ od masywu znajdują się doliny Val de Bagnes i Val d’Arolla, a na południe dolina Valpelline. Masyw ciągnie się od przełęczy Col de Crête Sèche (2899 m), za którą znajduje się masyw Mont Gelé, do przełęczy Col Collon (3074 m), gdzie zaczyna się masyw Bouquetins.
W masywie, licząc od zachodu, znajdują się m.in. szczyty: Becca Chardonney (3447 m), Nodo della Rayette (3440 m), Aquille Tseuque (3554 m), Gran Becca Blanchen (3680 m), La Sengla (3714 m), Becca d’Oren (3490 m) i L’Evêque (3716 m).
Od grzbietu głównego odchodzi wiele krótkich grani. I tak od szczytu Becca Chardonney odchodzi na południe grań kończąca się szczytem Mont Crête Sèche (2941 m), a od Nodo della Rayette idąca również na południe grań ze szczytem Monte Cervo (3441 m). Na południe odchodzi także grań z Gran Becca Blanchen. Najwyższy szczyt w tej grani to Becca des Lacs (3470 m).
Natomiast na północ odchodzą dwie krótkie granie. Jedna odchodzi z Becca d’Oren i kończy się szczytem Petit Mont Collon (3556 m), druga zaczyna się na L’Evêque i prowadzi do szczytu Mitre de L’Evêque (3672 m). Za nim, na końcu grani, znajduje się szczyt Mont Collon (3637 m), górujący nad doliną Val d’Arolla.  
Na północ od masywu znajdują się lodowce Glacier d'Epicoune (na zboczu Becca Chardonney), Glacier de l'Aquille, Glacier de l'Aiquillette i Glacier du Petit Mont Collon będące odnogami dużego lodowca Glacier d’Otemma. Na zboczach Mont Collon znajdują się lodowce Glacier d’Arolla i Haut Glacier d’Arolla. 